# Lónya, Szabolcs-Szatmár-Bereg
Lónya  este un sat în districtul Vásárosnamény, județul Szabolcs-Szatmár-Bereg, Ungaria, având o populație de 774 de locuitori (2011). 

## Demografie
Componența etnică a satului Lónya
     Maghiari (92,41%)
     Romi (7,59%)
Componența confesională a satului Lónya
     Reformați (69,64%)
     Romano-catolici (7,88%)
     Fără religie (2,45%)
     Necunoscută (19,51%)
     Greco-catolici (0,52%)
     Alte religii (1,55%)
Conform recensământului din 2011, satul Lónya avea 774 de locuitori. Din punct de vedere etnic, majoritatea locuitorilor (92,41%) erau maghiari, cu o minoritate de romi (7,59%).  Din punct de vedere confesional, majoritatea locuitorilor (69,64%) erau reformați, existând și minorități de romano-catolici (7,88%) și persoane fără religie (2,45%). Pentru 19,51% din locuitori nu este cunoscută apartenența confesională.